# Boris Johnson
Alexander Boris de Pfeffel Johnson (* 19. června 1964 New York) je britský politik, v letech 2019–2022 premiér Spojeného království a vůdce Konzervativní strany. Poslancem za obvod Uxbridge a South Ruislip byl zvolen v parlamentních volbách 2015, v období 2001–2008 v dolní sněmovně zasedal za obvod Henley. V letech 2008–2016 byl starostou Londýna a mezi roky 2016–2018 působil jako ministr zahraničí ve dvou vládách Theresy Mayové. Před vstupem do politiky pracoval jako novinář.

## Životopis
Jeho otec, ekonom a spisovatel Stanley Johnson, se v roce 1963 oženil s umělkyní Charlotte Fawcett, se kterou se seznámil na Oxfordské univerzitě. Téhož roku odjeli do USA, kde Stanley Johnson studoval na Kolumbijské univerzitě. Jejich syn Boris se narodil 19. června 1964 v New Yorku na Manhattanu, od narození tedy měl britské i americké občanství.
Předkové jeho otce pocházejí z Velké Británie, Francie a Německa. Patří k nim mj. i král Fridrich I. Württemberský či britský král Jiří II. Další otcovi předkové pocházeli také z Turecka. Mezi předky matky jsou Američané i ruští Židé.
V roce 1964 se rodina vrátila do Velké Británie, aby matka Charlotte mohla dokončit svá studia na Oxfordské univerzitě. V roce 1966 se rodina přestěhovala zpět do USA, když jeho otec našel zaměstnání ve Světové bance ve Washingtonu. V roce 1969 se rodina vrátila do Velké Británie, kde Boris chodil do základní školy. V roce 1973 se však rodina opět stěhovala, a to do Bruselu, kde otec pracoval pro Evropskou komisi. Boris chodil do Evropské školy a naučil se francouzsky. V roce 1975 se jeho matka psychicky zhroutila a Boris a jeho sourozenci byli posláni do anglické internátní školy Ashdown House.
Od roku 1977 studoval Boris Johnson na internátní předuniverzitní škole Eton College, když získal stipendium. Ve škole byl populární, i když učitelé si stěžovali na jeho lenost a nedochvilnost. Působil ve školním debatním kroužku i novinách. Po dokončení školy rok učil angličtinu v Austrálii.
Od roku 1983 studoval na Balliolově koleji Oxfordské univerzity, opět za pomoci stipendia. I zde byl známý a populární, hrál ragby, spoluvedl univerzitní satirický časopis Tributary, působil také ve školní samosprávě. Mezi jeho spolužáky patřilo mnoho pozdějších konzervativních politiků jako David Cameron, William Hague, Michael Gove nebo Jeremy Hunt. Byl také členem Bullingdon Clubu, stejně jako někteří další pozdější politici. Jeho studijní výsledky byly průměrné. Ve škole se také seznámil a zasnoubil s aristokratkou Allegrou Mostyn-Owen (* 1964) , se kterou se krátce po úspěšném ukončení studií oženil. Na svatbě zazněl duet Allegra e Boris, který pro tento účel složil německý skladatel Hans Werner Henze.
V roce 1987 začal pracovat jako stážista v prestižním londýnském deníku The Times, byl však propuštěn po tom, kdy si v jednom ze svých článků vymyslel citaci. Poté pracoval v deníku The Daily Telegraph, v letech 1989 až 1994 byl jeho zahraničním korespondentem v Bruselu, přičemž zastával euroskeptické postoje. V roce 1990 ho manželka opustila, v roce 1993 se rozvedli. Ještě téhož roku se oženil s právničkou Marinou Wheeler (* 1964), se kterou žil již od roku 1990.
Po návratu do Británie se přestěhovali do čtvrti Islington, kde pod vlivem čtvrti a nové manželky získal konzervativní Boris liberálnější postoje k otázkám jako současná klimatická změna či LGBT práva. Zde se jim také narodilo první dítě, další tři následovaly.
V práci po návratu z Bruselu působil jako politický sloupkař. V roce 1995 se na veřejnosti objevil záznam telefonního hovoru z roku 1990 mezi ním a jeho kamarádem, podnikatelem Dariem Guppy. Ten ho informoval, že informace o jeho kriminálních aktivitách sleduje novinář Stuart Collier z bulvárního deníku News of the World a požádal Johnsona o poskytnutí soukromé adresy Stuarta, aby mohl nechat novináře zmlátit. Johnson souhlasil, obával se však rizika prozrazení. Po zveřejnění záznamu Johnson uvedl, že mu adresu neposkytl. Šéfredaktor novin ho pokáral, z práce ho však nepropustil.
Johnson začal psát také sloupky do týdeníku The Spectator a motoristické sloupky do měsíčníku Gentlemen's Quarterly. Mezi spolupracovníky však příliš populární nebyl, když své příspěvky dodával pozdě, v redakci se také vršily jeho pokuty za parkování. V roce 1998 se začal objevovat v televizním programu Have I Got News for You, začal být obecně známý a byl zván i do dalších televizních pořadů (mj. Top Gear).
V roce 1999 mu Conrad Black, tehdejší majitel publikací The Daily Telegraph i The Spectator, nabídl, aby se stal šéfredaktorem časopisu The Spectator a zanechal svých politických ambicí. Johnson souhlasil. Pod jeho vedením tento tradičně konzervativní týdeník publikoval i příspěvky od levicových autorů a jeho náklad se mírně zvedl. Navzdory svému slibu úspěšně v roce 2001 kandidoval do Dolní sněmovny, svůj post šéfredaktora ale opustil až v roce 2005. Až do roku 2019 psal sloupky pro The Daily Telegraph.
V roce 2018 se rozvedl se svou druhou manželkou Marinou Wheeler, se kterou má čtyři děti. Z roku 2009 má také nemanželské dítě s Helen Macintyre. V současnosti žije Johnson s Carrie Symonds (* 1988), tiskovou mluvčí Konzervativní strany.
Dne 27. března 2020 oznámil premiér Johnson, že byl pozitivně testován na koronavirus SARS-CoV-2. Ve svém video poselství uvedl, že má zvýšenou teplotu a trápí jej úporný kašel. Kvůli nemoci covid-19 byl dne 6. dubna 2020 převezen na jednotku intenzívní péče v londýnské nemocnici St. Thomas' Hospital, neboť se jeho stav prudce zhoršil a musel mu být uměle dodáván kyslík.

## Politická kariéra

### Neúspěšné kandidatury
Zvažoval kandidaturu do Evropského parlamentu v roce 1994. V roce 1997 chtěl kandidovat do britské dolní sněmovny v některém londýnském okrsku, stranou byl však vyslán do tradičně labouristického okrsku v severním Walesu. Získal 23 % hlasů a porazil ho labouristický kandidát.

### Poslanec a starosta Londýna
Je členem Konzervativní strany. V letech 2001 až 2008 byl členem dolní komory Parlamentu Spojeného království, byl také ministrem ve stínové vládě. V letech 1999 až 2005 stál v čele časopisu The Spectator. V květnu 2008 byl za Konzervativní stranu zvolen londýnským starostou, když ve volbách porazil svého předchůdce Kena Livingstona, v roce 2012 pak byl znovuzvolen. V květnu 2016 ho na této pozici vystřídal labourista Sadiq Khan.
Johnson je soustavným kritikem Evropské unie. Projekt eura, tedy společné měny, označil za "katastrofu". Požadoval omezení britských vztahů s EU a referendum o podobě těchto vztahů. V roce 2016 se v rámci Konzervativní strany postavil do čela tábora obhajující v referendu o členství Spojeného království v Evropské unii volbu vystoupení země z EU. Po této úspěšné kampani oznámil, že se nechce ucházet ani o post premiéra, ani o pozici vůdce Konzervativní strany.
Mandátu poslance Dolní sněmovny se vzdal v červnu 2023 v souvislosti s obviněními, které se týkaly jeho kroků během pandemie covidu-19, například pořádáním večírků během přísných covidových uzávěr. Jen několik dní poté parlamentní komise uvedla, že Johnson prokazatelně vědomě lhal v souvislosti s jeho výroky o večírcích v době hluboké pandemické uzávěry. Kdyby byl i nadále poslancem, byl by na 90 dní vyloučen ze zasedání parlamentu.

### Ministr zahraničních věcí

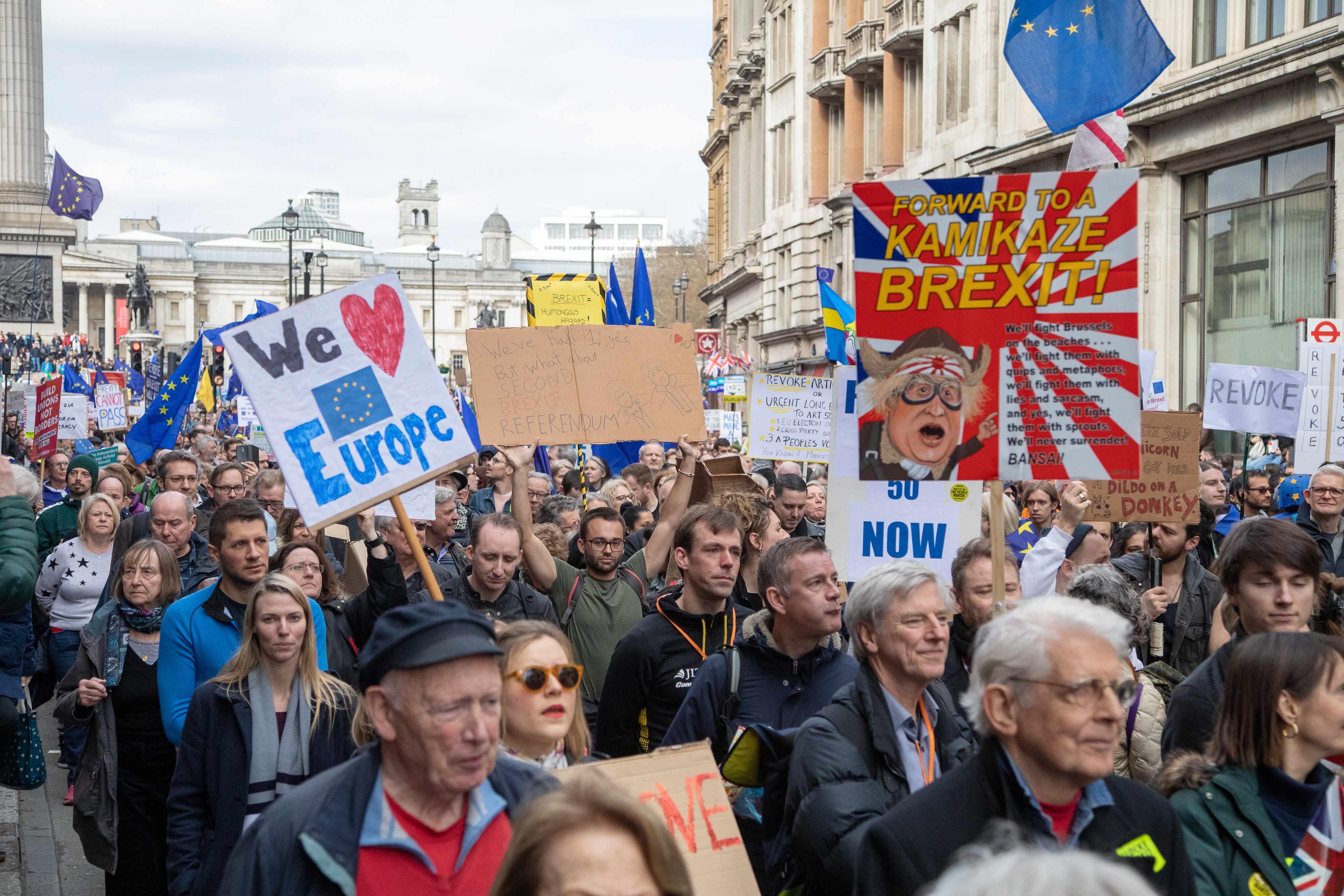
Britové protestující proti brexitu. Boris Johnson byl jednou z hlavních tváří kampaně za brexit.

Od 13. července 2016 do 9. července 2018 zastával úřad britského ministra zahraničí.
Již v červnu roku 2017 se (přes jeho deklarované odmítnutí takových ambicí) o něm hovořilo jako o možném uchazeči na pozici britského premiéra, poté, co jeho Konzervativní strana v čele s premiérkou Theresou Mayovou nezískala v předčasných parlamentních volbách dostatečnou většinu.
V souvislosti s nezdary v otázce vystoupení Spojeného království z Evropské unie (brexit) ohlásila premiérka Mayová v květnu 2019, že odstoupí ze svých funkcí. Boris Johnson se bezprostředně poté stal vážným kandidátem na post předsedy Konzervativní strany a tím také na post britského premiéra.
V nahrávce z tajné schůzky v říjnu 2016 uvedl úředník izraelské ambasády Šai Masot, že britský ministr zahraničí Boris Johnson „je idiot“, ale je „v zásadě dobrý“, protože podporuje Izrael.
Johnson podpořil vojenskou intervenci v Jemenu pod vedením Saúdské Arábie a odmítl zastavení dodávek britských zbraní do Saúdské Arábie, protože podle Johnsona neexistuje jasný důkaz, že by se Saúdové dopouštěli ve válce v Jemenu válečných zločinů. V září 2016 byl Johnson kritizován, že zablokoval na půdě OSN vyšetřování válečných zločinů Saúdské Arábie v Jemenu ze strany nezávislé vyšetřovací komise OSN. Vláda britské premiérky Theresy Mayové, ve které Johnson působí jako ministr zahraničí, čelí kritice, že se nepřímo podílí na páchání válečných zločinů a na smrti jemenských civilistů.
Johnson poprvé navštívil Turecko jako ministr zahraničních věcí v září 2016. Tehdy vyjádřil pokračující britskou podporu vládě prezidenta Erdoğana po nezdařeném pokusu o vojenský převrat v Turecku. Johnson také slíbil, že britská vláda bude podporovat vstup Turecka do Evropské unie.
V prosinci 2017 označil v rozhovoru pro list Sunday Times Rusko za „uzavřenou, protivnou, militaristickou a nedemokratickou“ zemi. Ruský ministr zahraničí Sergej Lavrov si po setkání s Johnsonem stěžoval na „sérii agresivních a urážlivých prohlášení“ ze strany Johnsona a dalších členů britské konzervativní vlády.
Johnson podpořil tureckou invazi do Afrínu v Sýrii, která začala v lednu 2018 a je namířena proti syrským Kurdům, a prohlásil, že Turecko má právo na ochranu svých hranic.
V březnu 2018 přirovnal Rusko pod vládou Vladimira Putina, které mělo od června 2018 hostit mistrovství světa v kopané, k nacistickému Německu, jež roku 1936 využilo letní olympiádu v Berlíně k propagandistickým účelům. Mluvčí ruského ministerstva zahraničí Marija Zacharovová nato prohlásila, že Johnson je „otráven jedem nenávisti a zloby“ a dále uvedla, že „jakékoli podobné paralely a srovnání naší země, která obětovala miliony lidí v boji proti nacismu na východní frontě druhé světové války, která bojovala na svém území a potom osvobodila Evropu, jsou ze zásady neakceptovatelné a nejsou hodny šéfa diplomatického sboru evropského státu.“
Dne 20. března 2018 v rozhovoru pro Deutsche Welle se novinářka Žanna Němcovová zeptala Johnsona, proč si myslí, že za útokem na dvojitého agenta Sergeje Skripala stojí Rusko. Johnson odpověděl, že mu britští vědci ze státní laboratoře v Porton Downu osobně sdělili, že jsou si zcela jisti, že za atentát je odpovědné Rusko. 3. dubna téhož roku však ředitel laboratoře v Porton Downu Gary Aitkenhead prohlásil, že vědci nebyli schopni určit, ze které země použitý nervový jed pochází. Poslanec opoziční Labouristické strany Chris Williamson na to reagoval slovy, že Johnson „lhal, aby ospravedlnil zahraniční politiku naší země."
Kvůli neshodám ve vládě Theresy Mayové, které panovaly kolem odchodu Británie z Evropské unie, dne 9. července 2018 oznámil Johnson svoji demisi z funkce ministra zahraničních věcí.

### Premiér Spojeného království
Členové Konzervativní strany zvolili Borise Johnsona v červenci 2019 dvoutřetinovou většinou (66,4 %) svým novým vůdcem. Po odstoupení Mayové jej královna Alžběta II. dne 24. července jmenovala novým premiérem Spojeného království.
Bezprostředně poté oznámil Johnson složení nové britské vlády. Byli v ní převážně političky a politikové, kteří jsou známí jako tvrdí zastánci brexitu, tedy opuštění Evropské unie (termín je 31. říjen 2019). Ministrem zahraničí byl jmenován bývalý ministr pro záležitosti brexitu Dominic Raab. Ministryní vnitra se stala politička indického původu Priti Patelová.
Spojené království má územní spor s Mauriciem o vlastnictví Čagoských ostrovů, které jsou zámořským územím Spojeného království v Indickém oceánu. Přestože Valné shromáždění OSN hlasovalo pro navrácení Čagoských ostrovů pod mauricijskou správu, tak Johnson mauricijské územní nároky odmítl.
V roce 2019 Johnson slíbil, že do příštích voleb sníží čistou migraci do Spojeného království (počet přistěhovalých lidí minus počet emigrujících) pod 250 000 ročně. Navzdory jeho slibům v roce 2021 činila čistá migrace do Spojeného království 488 000, tedy nárůst ze 184 000 v 2019 před pandemií covidu-19. Většina migrantů pocházela z neevropských států jako Indie, Nigérie, Čína nebo Pákistán, zatímco mezi emigranty byli častěji domácí Britové a občané členských států EU, kteří Spojené království hromadně opouštěli kvůli brexitu a na trhu práce byli nahrazováni neevropskými imigranty. Spojené království opustilo více občanů EU, než se přistěhovalo. Čistá legální migrace do Spojeného království během roku 2022 dosáhla rekordní výše 764,000, přičemž imigrace dosáhla 1,26 milionu a emigrace 493,000.
Začátkem dubna 2020 požádal Dominica Raaba, aby ho v důsledku jeho indispozice v souvislosti s covidem-19 ve funkci premiéra dočasně zastoupil.
V reakci na demonstrace v Hongkongu a rostoucí represe ze strany komunistické Číny umožnil Johnson v roce 2021 několika milionům obyvatelům Hongkongu přestěhovat se do Spojeného království. Možnosti využilo více než 200 000 Hongkonžanů.
Johnson odmítl označit pronásledování etnických Ujgurů čínskou vládou jako „genocidu“, navzdory použití tohoto termínu americkou vládou.

V době koronavirové uzávěry v důsledku pandemie covidu-19 se v premiérově rezidenci v Downing Street pořádaly početné slavnosti a večírky, při kterých byl konzumován také alkohol. Aféra byla medializována pod názvem Partygate. Johnson poté tvrdil, že o takovém chování nevěděl a že se akcí neúčastnil. V květnu 2022 londýnská policie oznámila, že na základě svého vyšetřování večírků udělila za porušení tehdy platných nařízení celkem 126 pokut. Pokutováni byli jak premiér Johnson, tak jeho manželka Carrie a také například tehdejší ministr financí Rishi Sunak. Johnson kvůli aféře čelil silnému tlaku, aby rezignoval na své vrcholné funkce, což nejprve odmítal.
Poté, co rezignovali ministr financi Rishi Sunak a ministr zdravotnictví Sajid Javid, ale následovaly další rezignace od členů širší vlády. Boris Johnson tak 7. července 2022 rezignoval na vůdcovství Konzervativní strany. Na začátku září téhož roku jej v úřadu nahradila ministryně zahraničí Liz Trussová, která ve vnitrostranickém souboji porazila Rishiho Sunaka. Po její rezignaci v říjnu 2022 se opět ucházel o funkci premiéra a zajišťoval si podporu členů parlamentu, v předvečer uzávěrky nominací ale oznámil, že navzdory dostatečné podpoře kandidovat nebude.

## Galerie

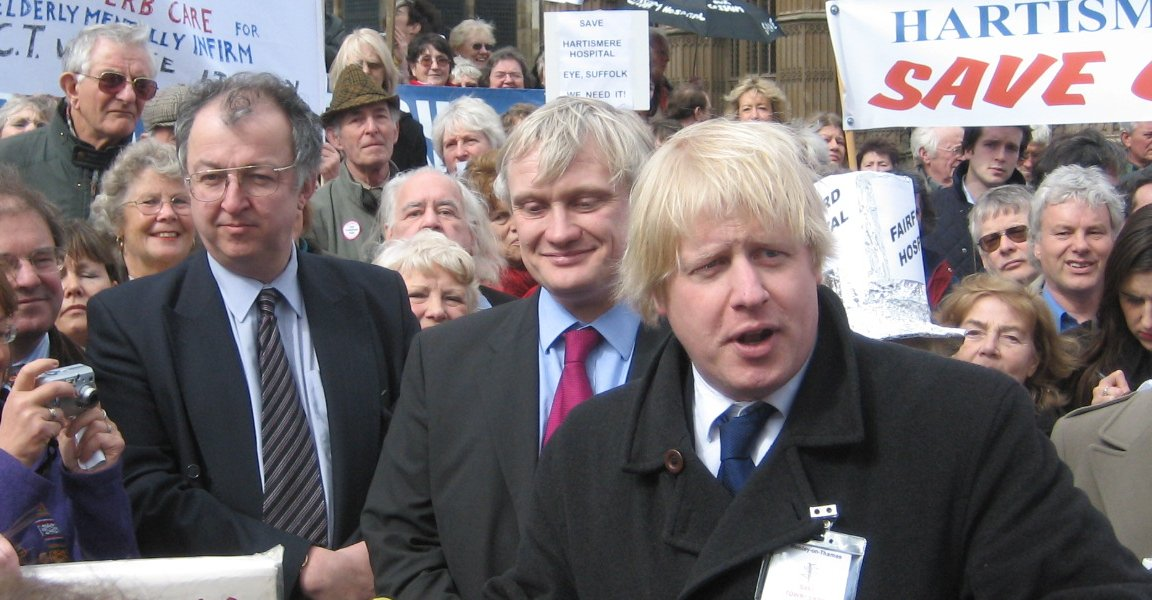
Boris Johnson v roce 2006
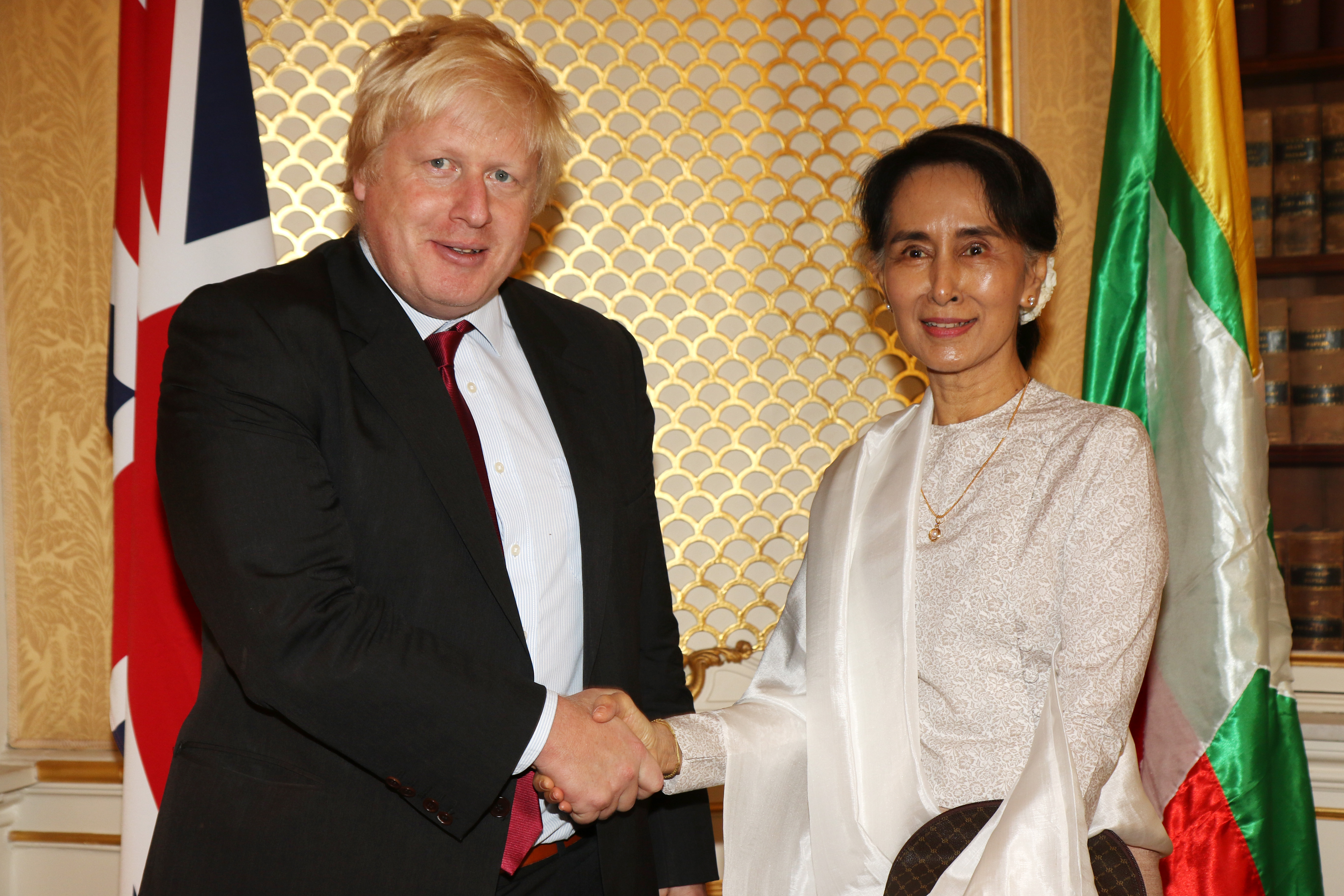
Johnson a barmská vůdkyně Aun Schan Su Ťij v září 2016
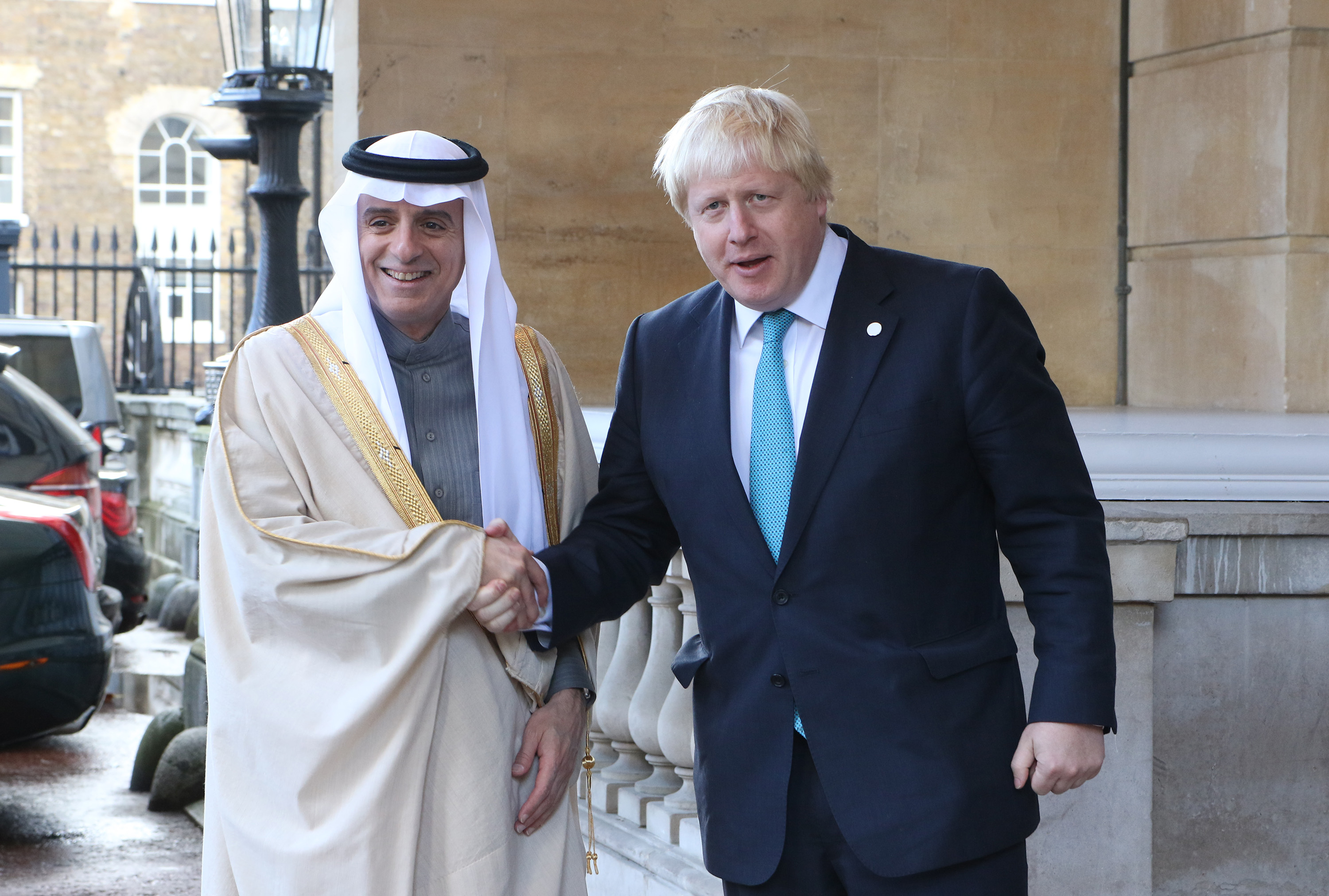
Johnson a saúdský ministr zahraničí Adel al-Džubajr v Londýně v říjnu 2016
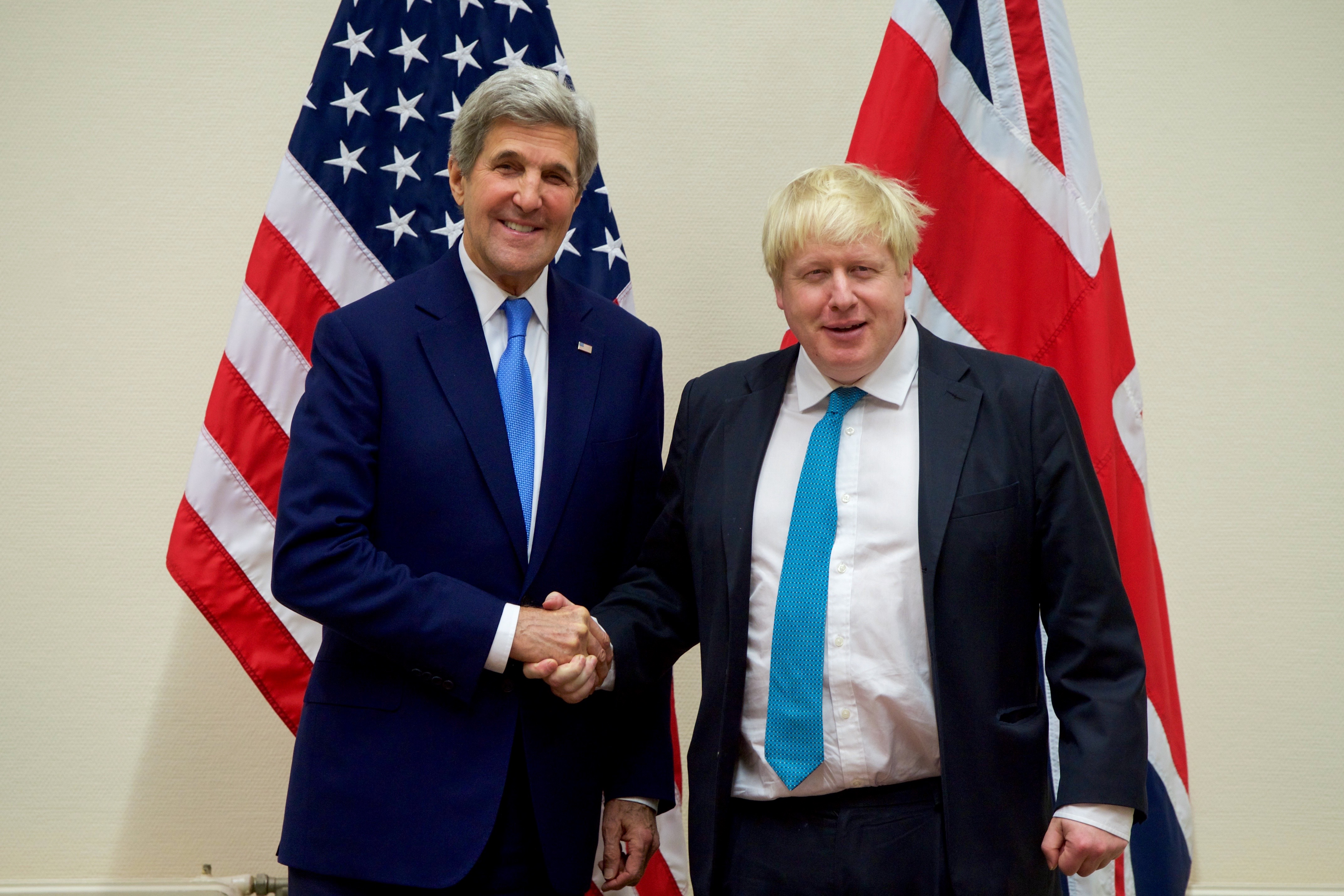
Johnson a americký ministr zahraničí John Kerry v prosinci 2016
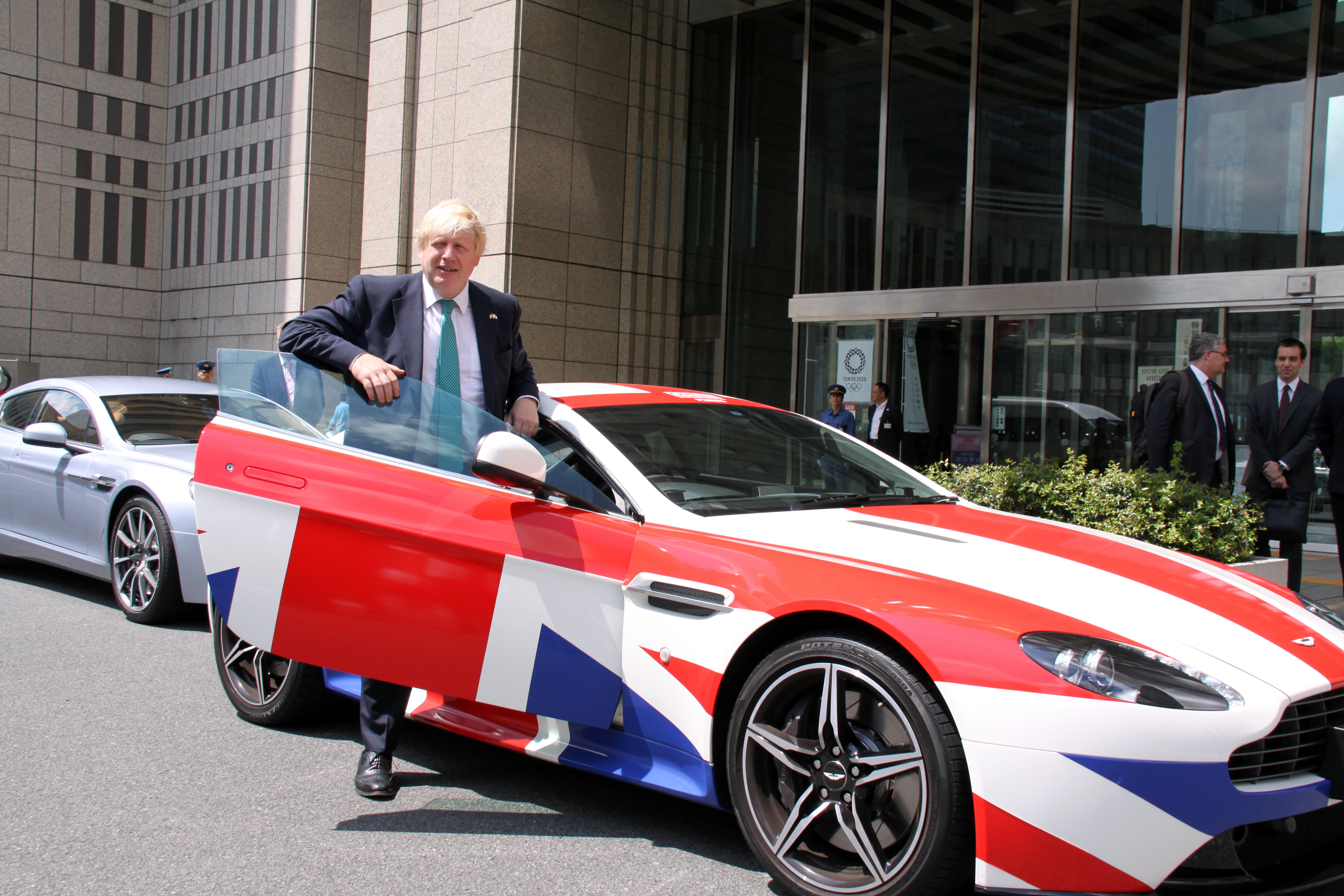
Johnson během návštěvy Tokia v červenci 2017